# K2 권총
K2 권총은 아르메니아산 자동권총이다. 1990년대에 개발되었으나 소련 붕괴의 여파로 인하여 제식 채용되지 못한채 현재에 이르고 있다.